# 3-氯苯酚
3-氯苯酚或间氯苯酚，是一种有机化合物，分子式为ClC6H4OH。它是一氯苯酚的三种异构体之一。它是一种无色或白色固体，易熔化并在水中具有显着的可溶解性。它与3,5-二氯苯酚一样，可通过多氯酚的脱氯在工业上制备。或者，它可通过异丙苯法产生，该工艺从氯苯与丙烯的烷基化反应开始。